# Colonia Roanoke

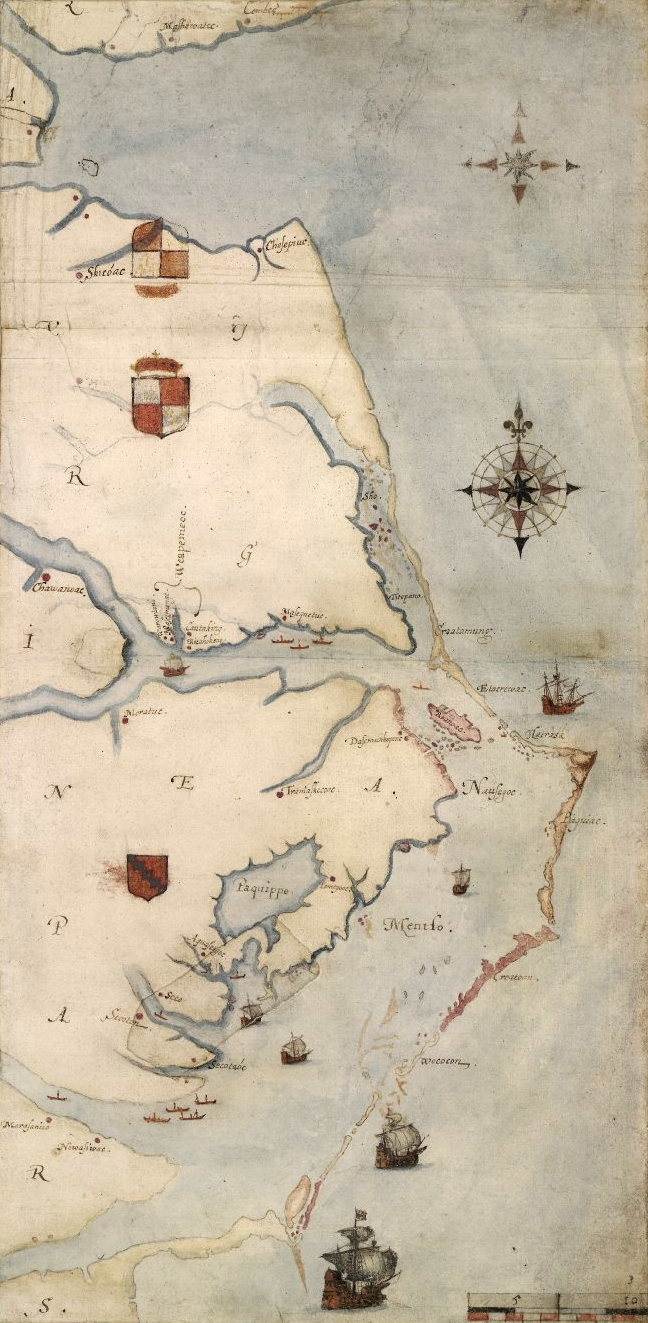
Hartă a zonei Roanoke realizată de John White.

Colonia Roanoke, conform originalului, Roanoke Colony, localizată pe Insula Roanoke din Comitatul Dare, în prezent statul american Carolina de Nord, a fost o colonizare gândită, organizată și finanțată de Sir Walter Raleigh, în anii târzii ai secolului al 16-lea, pentru realizarea unei așezări permanente engleze în locul care va deveni ulterior colonia britanică din America de Nord numită Colonia Virginia, care, la rândul său, a fost precursoarea a mai multe entități statale a Statelor Unite de azi.
Între 1585 și 1587, diferite grupuri de coloniști din insulele britanice au fost aduse pe insula Roanoke în încercarea de a crea o așezare permanentă.  Toate aceste grupuri fie au abandonat colonia, fie au dispărut.  Ultimul dintre aceste grupuri a dispărut după o perioadă de trei ani de la ultima aprovizionare cu bunurile necesare supraviețuirii, care fuseseră aduse din Anglia.
Aceste constante încercări nereușite de colonizare, dublate de misterul ce a înconjurat toate disparițiile și/sau abandonările locului, a dus la denumirea coloniei cu apelativul de Colonia dispărută, conform nominalizării originale de "The Lost Colony."  Principala ipoteză a dispariției coloniștilor a fost absorbirea și asimilarea acestora de către comunitățile locale ale populațiilor indigene.  Alte două posibile posibilități ar fi fost masacrarea coloniștilor de către spanioli sau de către triburi locale ostile coloniștilor, sau, în sfărșit, o combinație dintre acestea.

## Colonia dispărută
O colonie britanică numărând peste 100 de bărbați, femei și copii, fondată în 1587 de Walter Raleigh pe o insulă aflată la intrarea în brațul Albemarle din dreptul statului Carolina de Nord, a dispărut în mai puțin de trei ani lăsând în urmă doar o mărturie incitantă despre soarta ei. Insula Roanoke are o lungime de aproximativ 13 km. și o lățime de 3 km.

## Acostare pe un țărm neospitalier
O altă încercare eșuată de a fonda o colonie pe insula Roanoke avusese loc în vara anului 1585, la inițiativa lui Sir Richard Grenville, un văr al lui Raleigh. Lăsând mai mult de 100 de oameni pe insulă, Grenville plecase în Anglia la sfârșitul lui august promițând că se va întoarce pâna la sărbătorile de Paști din 1586. Coloniștii, aflați sub conducerea guvernatorului Ralph Lane și numărându-l printre ei pe artistul și cartograful expediției, John White, au explorat împrejurimile în căutare de resurse minerale. În scurt timp însă au avut de înfruntat triburile locale de indieni, iar hrana s-a împuținat. Îngrijorați de întârzierea lui Grenville, coloniștii au profitat de ocazie pentru a se întoarce în Anglia cu Sir Francis Drake, care se oprise pe neașteptate pe insulă în iunie 1586, revenind din sud după seria de atacuri îndreptate împotriva coloniilor spaniole din Lumea Nouă. La numai două săptămâni, însă prea târziu, Grenville s-a întors cu provizii și alți 15 coloniști. Aceștia au fost lăsați pe Roanoke pentru a apăra pozițiile până când puteau fi aduse întăriri din Anglia. Misiunea era condusă de John White, numit guvernator al noii colonii ce urma să fie înființată în golful Chesapeake. La 26 aprilie 1587, White a părăsit Anglia din Portsmouth, împreună cu alți 117 coloniști, de data aceasta incluzând și femei și copii, îmbarcați pe trei vase. Unul dintre pasageri era fiica guvernatorului, Elinor, însărcinată și măritată cu colonistul Ananias Dare. La 22 iulie expediția a ajuns pe Roanoke, de unde White intenționa să-i îmbarce pe cei 15 oameni părăsiți cu un an înainte, pentru a continua apoi drumul spre nord, spre golful Chesapeake, și a întemeia colonia.